# رابرت ریچ، بارونت چهارم
رابرت ریچ، بارونت چهارم (انگلیسی: Sir Robert Rich, 4th Baronet؛ ۳ ژوئیه ۱۶۸۵ – ۱ فوریه ۱۷۶۸) افسر ارتش بریتانیا و سیاستمدار بود. او به عنوان یک افسر جزء در نبرد شلنبرگ و در نبرد بلنهایم در طول جنگ جانشینی اسپانیا جنگید. سپس از او خواسته شد تا یک هنگ را برای مبارزه با تهدید قیام ژاکوبیت‌ها در سال ۱۷۱۵ تشکیل دهد. او همچنین در طول جنگ جانشینی اتریش در نبرد دتینگن در ارتش پراگماتیک خدمت کرد. به عنوان عضو پارلمان، او نماینده سه حوزه انتخابیه مختلف بود اما هرگز به مقام سیاسی نرسید.